# Cnemoplites gahani
Cnemoplites gahani là một loài bọ cánh cứng trong họ Cerambycidae.